# Fernando M. Maramag
Artykuł ten został zgłoszony do umieszczenia na stronie głównej w rubryce „Czy wiesz”.
Pomóż nam go sprawdzić: oceń zgłoszoną nominację.
Fernando M. Maramag (ur. 21 stycznia 1893, zm. 23 października 1936) – filipiński pisarz i poeta.

## Życiorys
Urodził się 21 stycznia 1893 w Ilagan w prowincji Isabel. Był synem Rafaela Maramaga oraz Victorii Mamuri. Został nazwany na cześć swojego dziadka, który był jednym z założycieli jego rodzinnego miasta. Pochodził z wielodzietnej i zamożnej rodziny czerpiącej znaczne zyski z hiszpańskiego monopolu na wyroby tytoniowe. Podstawy edukacji odebrał w Ilagan, po ukończeniu w 1906 szkoły średniej przeniósł się do stołecznej Manili. Podjął tam naukę w Philippine Normal School. Studiował na Uniwersytecie Filipińskim.
Rozwinął rozległą aktywność pisarską oraz publicystyczną. Był jednym z pierwszych Filipińczyków posługujących się w niej językiem angielskim. Uznaje się go przy tym za pierwszego istotnego poetę anglojęzycznego w historii literatury filipińskiej. Jego biegłość w tym właśnie języku przejawiała się w szeroko komentowanym stylu twórcy. Zwracano uwagę na piękno z jakim się wyrażał, jego powagę oraz dokładność. Redagował pierwsze czasopismo studenckie wydawane na macierzystej uczelni, mianowicie College Folio. Zatrudniony został następnie w w piśmie Raising Philippines. Przeszedł później do Philippines Herald, gdzie został zastępcą redaktora naczelnego. W 1925 dołączył do The Tribune. W 1933 został jej redaktorem naczelnym. Na tym stanowisku pozostał aż do swej przedwczesnej śmierci 23 października 1936. Pracował równocześnie dla filipińskiego rządu, był kierownikiem  dział wydawniczego w ministerstwie sprawiedliwości. Następnie przeniósł się na stanowisko asystenta ówczesnego przewodniczącego krajowego Senatu Manuela L. Quezona, późniejszego prezydenta.
Maramag pozostawił po sobie także tłumaczenie pieśni ludowych w języku Ibanag. Poślubił Constancię Ablazę. Para doczekała się sześciorga dzieci.